# 1907 год в театре
1907 год в театре

## Яркие постановки
- 10 февраля в Мариинском театре в один вечер состоялись премьеры балетов Эвника и Шопениана (фр. «Les Sylphides»), поставленных Михаилом Фокиным. Костюмы по эскизам Л. Бакста.
- 22 декабря на благотворительном концерте в Мариинском театре состоялась премьера хореографической миниатюры «Лебедь», поставленная Михаилом Фокиным для Анны Павловой на музыку Камиля Сен-Санса.

## Персоналии

### Родились
- 20 января — Григол Тарасович Ткабладзе, советский актёр театра и кино, народный артист Грузинской ССР.
- 5 февраля — Юри Когер, эстонский и советский театральный актёр. Заслуженный артист Эстонской ССР (1951).
- 7 февраля — Аркадий Иванович Аркадьев, советский актёр, народный артист УССР.
- 14 февраля — Аксель Хьелланн, норвежский драматург.
- 8 марта — Мойше Ойшер, американский еврейский актёр театра и кино.
- 17 марта — Тамара Левкиевна Жевержеева (Жева), американская актриса театра и кино, танцовщица и хореограф.
- 22 марта (4 апреля) 1907 года— Илья Ильич Сухишвили, грузинский артист балета, балетмейстер, хореограф; народный артист СССР (1958).
- 24 апреля — Евгений Павлович Велихов, советский и российский актёр театра и кино, лауреат Сталинской премии (1951), народный артист РСФСР (1969).
- 22 мая — Лоренс Оливье, британский актёр театра и кино, режиссёр, продюсер.
- 29 мая — Нина Гурская, советская актриса, заслуженная артистка РСФСР.
- 30 мая — Валентина Тихоновна Кибардина, советская актриса театра и кино, народная артистка РСФСР.
- 13 августа — Тамара Фёдоровна Макарова, советская и российская актриса театра и кино, лауреат Сталинской премии, народная артистка СССР.
- 13 октября — Маргит Дайка, венгерская актриса театра, оперетты, кино и телевидения. Народная артистка Венгерской Народной Республики (1953). Лауреат государственной премии им. Кошута (1952).

### Скончались
- 4 апреля в Мюнхене — Люсиль Гран, датская танцовщица и балерина.
- 8 апреля в Праге — Гана Квапилова, чешская актриса.
- 14 мая — Лодевейк Мульдер, нидерландский драматург.
- 24 мая в Вене –  Фридрих Густав Триш, австрийский драматург.